# Stena Ebba
Lo Stena Ebba è un traghetto appartenente alla compagnia di navigazione Stena Line.

## Servizio
Varato il 22 dicembre 2021 nel cantiere navale CMI Jinglin Weihai Shipyard di Weihai con il nome di Stena Ebba e consegnato 26 settembre 2022 alla Stena Line, salpa per l'Europa il 7 ottobre successivo.
Giunto a Portbury il 14 ottobre successivo, salpa alla volta di Danzica, scalando durante il viaggio a Karlskrona e Gdynia.
Il 27 dicembre 2022 issa bandiera danese.
Il 2 gennaio 2023 prende ufficialmente servizio sul collegamento tra Gdynia e Karlskrona.

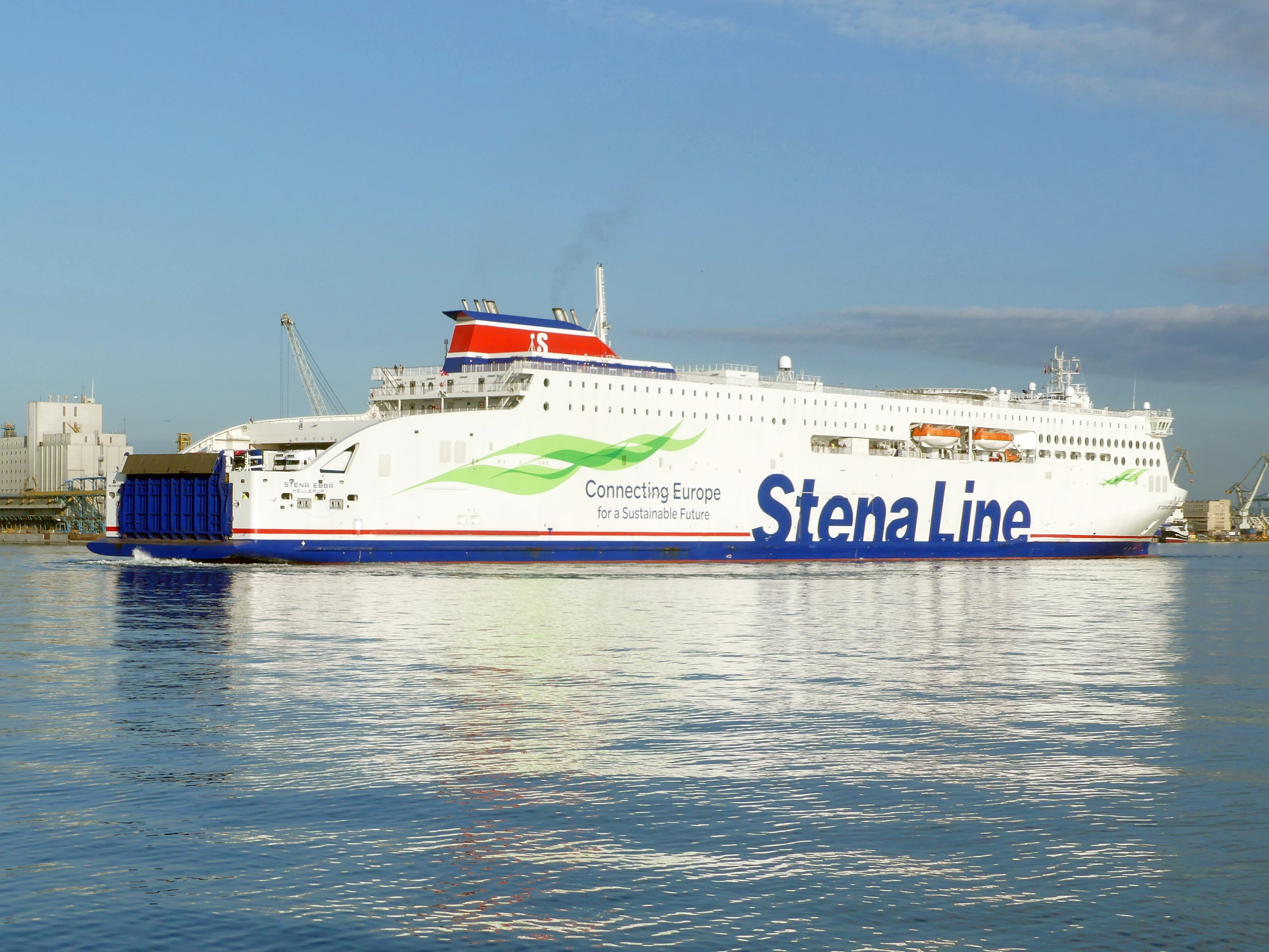
Lo Stena Ebba in evoluzione a Gdynia nel 2023.

L'11 gennaio 2023 viene battezzato a Karlskrona dalla madrina Ulrika Messing.

## Navi gemelle
- Stena Estrid
- Stena Edda
- Guillaume de Normandie
- Galicia
- Côte d'Opale
- Salamanca
- Stena Estelle
- Stena Embla
- Santoña
- Ala'Suinu
- Saint-Malo
- Capu Rossu
- Attica NB.1
- Attiva NB.2